# Johann Paul Arnold
Johann Paul Arnold (* 1. Oktober 1869 in Thüringen; † 1. Juli 1952) war ein deutscher Aquarianer. Durch ihn erfolgten die Erstbeschreibungen vieler importierter Zierfische.
Ende des 19. Jahrhunderts, Anfang des 20. Jahrhunderts waren es hauptsächlich Seeleute, die Zierfische nach Europa einführten. Der in Hamburg ansässige Kaufmann Johann Paul Arnold war ein begeisterter Aquarianer und nutzte seine Kontakte zu den Seeleuten, um über die Neueinführungen in Wort und Bild zu berichten. Durch das Knüpfen von Verbindungen mit Fachleuten sorgte er dafür, dass die eingeführten Fische genau bestimmt werden konnten. Viele dieser Neubestimmungen erhielten seinen Namen („arnoldi“). Zusammen mit dem Zoologen Ernst Ahl verfasste er 1936 das Buch „Die fremdländischen Süßwasserfische“. Dieses galt lange Jahre als Standardwerk auf dem Gebiet der Beschreibung von aquaristischen Kleinfischen. 1904 war er außerdem an der Gründung der Zeitschrift „Wochenschrift für Aquarien- und Terrarienkunde“ beteiligt.
Aber auch züchterisch war er erfolgreich. 1909 gelang ihm erstmals im deutschsprachigen Raum die Nachzucht von Guppys.